# Reed Smoot
Pour les articles homonymes, voir Smoot.
Reed Owen Smoot est un membre du Sénat des États-Unis, représentant l’Utah, et apôtre de l’Église de Jésus-Christ des saints des derniers jours. Il est né le 10 janvier 1862 à Salt Lake City, alors situé dans le Territoire de l'Utah.

## Biographie
Reed Smoot est diplômé de la Brigham Young Academy (aujourd’hui Brigham Young University), à Provo, en 1879. Après cela, il est missionnaire en Angleterre.
Le 8 avril 1900, Reed Smoot est désigné apôtre de l’Église de Jésus-Christ des saints des derniers jours. En 1902, Joseph F. Smith, alors président de cette Église, l’autorise à se présenter aux élections sénatoriales. Il s’était déjà présenté à une élection sénatoriale mais avait retiré sa candidature avant l’échéance électorale. Smoot est élu l’année suivante et sera réélu jusqu’à sa défaite en 1933.
En 1930, il est le coauteur, avec le sénateur républicain Willis C. Hawley, de la loi Hawley-Smoot, qui a augmenté les droits de douane à l'importation de plus de 20 000 types de biens. Cette loi a été signée par le président Herbert Hoover le 17 juin 1930. Selon la plupart des économistes, cette loi aurait amplifié les effets de la Grande Dépression.
Il décède à St. Petersburg, Floride, le 9 février 1941.